# Smart Radio
Smart Radio ist ein Lokalradio in Augsburg, das seit September 1999 besteht. 

## Sendebetrieb
Das Programm umfasst Non-Stop-Musik der Genres Jazz, Swing, Bossa Nova, Lounge, R&B und Chansons und richtet sich an Personen im Alter von 29 bis 54 Jahren. Die Sendezeit beträgt 24 Stunden und erreicht bis zu 532.000 Hörer.

## Empfang
Die Ausstrahlung erfolgt im Großraum Augsburg über DAB+ Kanal 9C und weltweit über Livestream.